# Kuusjoki å
Kuusjoki är ett vattendrag i Finland.   Det ligger i kommunen Salo i landskapet Egentliga Finland, i den södra delen av landet, 110 km väster om huvudstaden Helsingfors och är en biflod till Halikko å (fi. Halikonjoki).